# セイヨウオオバコ
セイヨウオオバコ（西洋大葉子、学名: Plantago major）は、オオバコ科オオバコ属に分類される植物。別名でオニオオバコともよばれる。原産地はヨーロッパとアジア北部、アジア中央部の大部分であるが、日本を含む世界各地で雑草として帰化している。日本在来のオオバコよりも一般にやや大きい。

## 分布と生育環境
ヨーロッパを原産地とする。日本には北海道から沖縄までの全国に移入分布する。土壌の貧弱な道端や踏み付けの多いところでも生育する。また草原でも普通に生育し、農作物の雑草としてもよく見られる。
浅井康宏は『神奈川県植物誌』（1958年）に横浜・藤沢その他に帰化と記し、長田武正は東京都でも見つけている。初島住彦は『琉球植物誌』（1971年）で、南西諸島に多いとしている。

## 形態・生態
セイヨウオオバコは多年生の草本で、ロゼット状に葉をつける。葉は丸く、通常長さ5 - 20センチメートル (cm) 、幅4 - 9 cm程度であるが、まれに長さ30 cm、幅17 cm程度まで大きくなることもある。 
花期は夏。花は穂状花序で、花の色は緑がかった茶色。各花は紫色のおしべを持つ。花茎は直立し、長さ13 - 15 cm（まれに70 cm）程度になる。
花は風媒花で、直立した穂状花序で生産される種子によって主に繁殖する。果実はほぼ4列に並び歪曲しない。種子の長さは1.2ミリメートル (mm) ほどで、1つの果実の中に8 - 16個入っている。
近縁種のトウオオバコ（Plantago japonica）は植物体が大きい点で似ており、セイヨウオオバコの変種として扱われることもあるが、葉は淡緑色でやや厚く光沢があり、葉面が立つ傾向にある。さらに、花穂は長くて高さ50 - 80 cmにもなり、生育地は海岸近くに限られている。

## 亜種
以下の3亜種が知られている。
- Plantago major subsp. major.
- Plantago major subsp. intermedia (DC.) Arcang.
- Plantago major subsp. winteri (Wirtg.) W.Ludw.

## 人間との関係

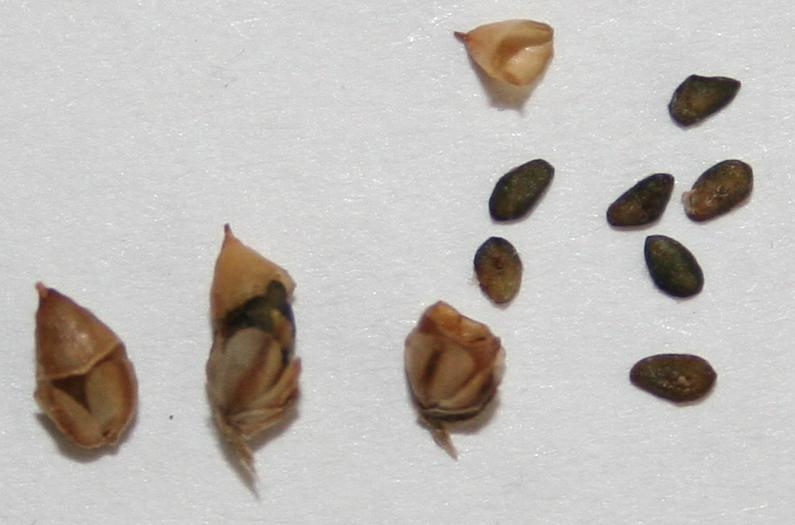
果実と種子

セイヨウオオバコの種子は穀物や農作物の種子によく混じっている。そのため、世界各国で帰化し、地域によっては侵略的外来種として扱われている。ネイティブアメリカンは、白人が通った道にセイヨウオオバコが生えることから、セイヨウオオバコを「白人の足跡」「イギリス人の足」と呼んだ。日本でも身近な植物であり、子供の間では2本の茎を絡めて互いに引っ張り合い茎の強さを競う「オオバコ相撲」と呼ばれる遊びが行われる。
セイヨウオオバコの葉は薬草として用いられることがある。また歴史的に、傷の治療やヘビによる咬傷の治療にも用いられた。またセイヨウオオバコは、肌荒れ防止効果があるとされるアラントインを含んでおり、同じくアラントインを含むヒレハリソウの製剤（肝臓毒性があると判明した）に代わってセイヨウオオバコの抽出成分が用いられることもある。またセイヨウオオバコは、肝毒性を抑止する効果があるとされるアウクビンも含有している。